# Polydesmus helveticus
Polydesmus helveticus är en mångfotingart som beskrevs av Karl Wilhelm Verhoeff 1894. Polydesmus helveticus ingår i släktet Polydesmus och familjen plattdubbelfotingar. Inga underarter finns listade i Catalogue of Life.